# Maquon (Illinois)
Maquon – wieś w Stanach Zjednoczonych, w stanie Illinois, w hrabstwie Knox.